# Gwangju (Gyeonggi-do)

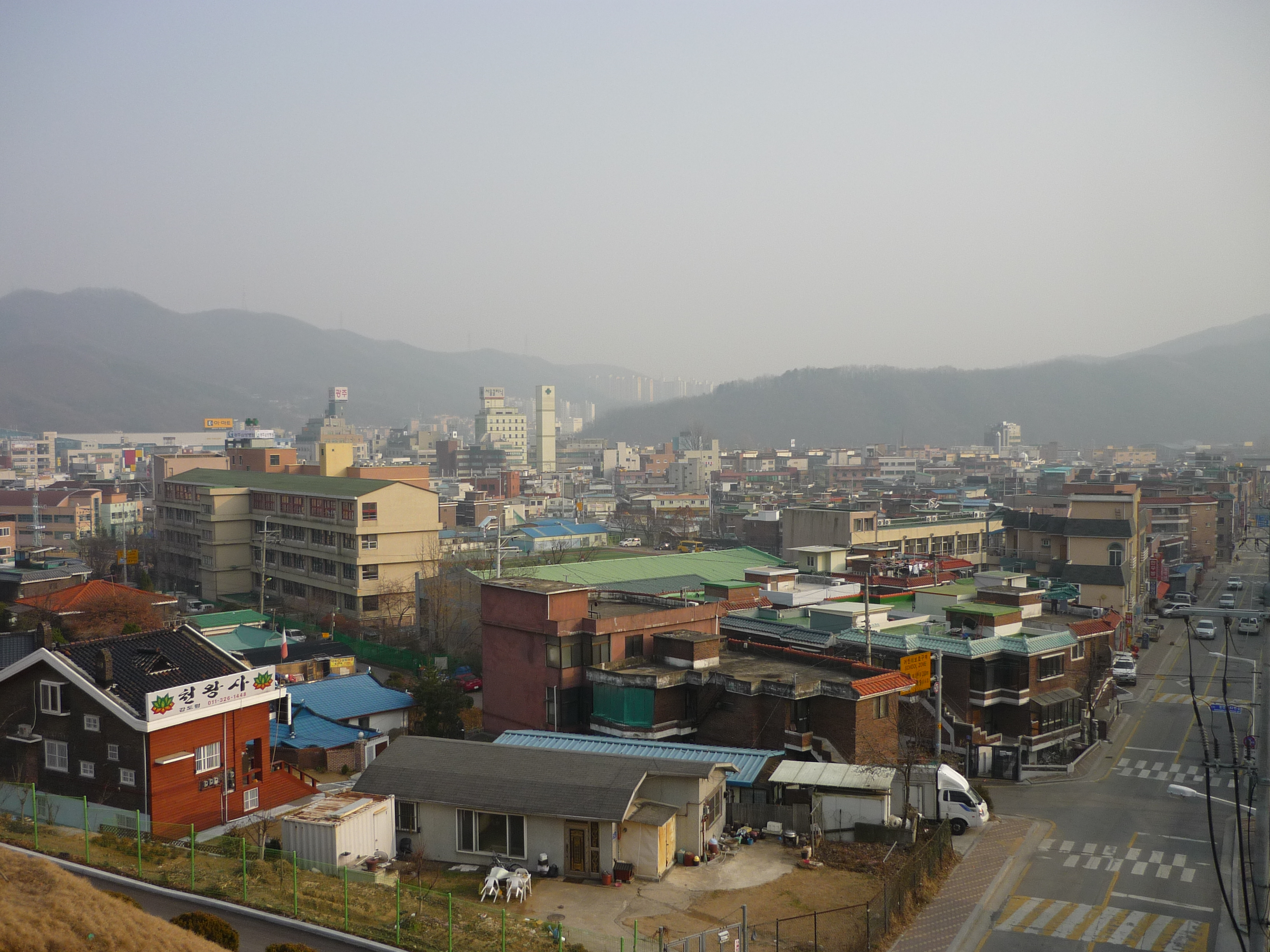
Gwangju (2010)

Gwangju ist eine Stadt im östlichen Teil der Provinz Gyeonggi-do in Südkorea mit 236.688 Einwohnern (Stand: Juli 2009). Sie liegt rund 25 km südöstlich der koreanischen Hauptstadt Seoul. Im Juli 2010 sollte sie zusammen mit den benachbarten Städten Seongnam und Hanam zu einer neuen Millionenstadt namens Seonggwangha zusammengeführt werden. Bis heute geschah aber nichts.

## Name und Symbole
Der Name der Stadt setzt sich aus den Silben 廣 (넓을 광, weit) und 州 (고을 주, Bezirk) zusammen. Der Symbolbaum, -blume und -vogel der Stadt sind der Ginkgo-Baum, die Forsythie und die Schwalbe.

## Verwaltungsgliederung
Die Stadt ist gegliedert in 3 eup, 4 myeon sowie 3 Verwaltungs-dong, die zusammen 13 gesetzliche dong umfassen.
- Opo-eup (오포읍)
- Chowol-eup (초월읍)
- Silchon-eup (실촌읍)
- Docheok-myeon (도척면)
- Namhansanseong-myeon (남한산성면)
- Namjong-myeon (남종면)
- Toichon-myeon (퇴촌면)
- Gyeongan-dong (경안동) – Gyeongan-dong (경안동), Ssangryeong-dong (쌍령동), Yeok-dong (역동)
- Songjeong-dong (송정동) – Hoedeok-dong (회덕동), Mokhyeon-dong (목현동), Songjeong-dong (송정동), Tanbeol-dong (탄벌동)
- Gwangnam-dong(광남동) – Jangji-dong (장지동), Jik-dong (직동), Jungdae-dong (중대동), Mok-dong (목동), Sam-dong (삼동), Taejeon-dong (태전동)

## Verkehr und Infrastruktur
Gwangju ist nicht an das U-Bahn-Netz Seouls angeschlossen.

## Söhne und Töchter der Stadt
- Yi Wan-yong (1858–1926), Politiker
- Sooyoung (* 1990), Sängerin, Schauspielerin und Model
- Hyeri (* 1994), Sängerin, Schauspielerin